# Истории на супер 8
«Истории на супер 8» (серб. Супер 8 Прича) — документальный фильм 2001 года, снятый Эмиром Кустурицей. Фильм повествует о группе «The No Smoking Orchestra». Был признан лучшим документальным фильмом на Чикагском международном кинофестивале.

## В ролях
| Актёр                        | Роль               |
| ---------------------------- | ------------------ |
| Александр Балабан (музыкант) | туба               |
| Зоран Моржанович Седа        | ударные            |
| Ненад Гаджин Коче            | гитара             |
| Горан Марковски Глава        | бас                |
| Дражен Янкович               | клавишные          |
| Неле Карайлич                | вокал              |
| Эмир Кустурица               | гитара             |
| Стрибор Кустурица            | барабан            |
| Зоран Милошевич              | аккордеон          |
| Ненад Петрович               | саксофон           |
| Деян Спаравало               | скрипка            |
| Джо Страммер                 | играет самого себя |

## Съёмочная группа
- Авторы сценария:
- Режиссёр-постановщик: Эмир Кустурица
- Продюсеры: Карло Кресто-Дина, Раймонд Гобель
- Исполнение музыки: No smoking orchestra